# Caccobius tsunoellus
Caccobius tsunoellus är en skalbaggsart som beskrevs av Matsumara 1938. Caccobius tsunoellus ingår i släktet Caccobius och familjen bladhorningar. Inga underarter finns listade.